# Вестсайдская история (мюзикл)
«Вестса́йдская исто́рия» (англ. West Side Story) — американский мюзикл 1957 года, сценарий к которому создал Артур Лорентс, музыку — Леонард Бернстайн, слова — Стивен Сондхайм, а хореографию поставил Джером Роббинс. Мюзикл представляет собой адаптацию классической пьесы Уильяма Шекспира «Ромео и Джульетта».

## Сюжет
Действие разворачивается в Нью-Йорке середины 1950-х гг., повествуя о противостоянии двух уличных банд — «Ракет» («Jets»), потомков белых эмигрантов, и «Акул» («Sharks»), пуэрториканцев. Главный герой, бывший член «Ракет» Тони, влюбляется в Марию, сестру Бернардо, лидера «Акул». Драматичность, запоминающаяся музыка и поднятие острых социальных проблем хотя и не сразу, но принесли мюзиклу мировую известность. Музыкальные композиции, написанные Бернстайном к мюзиклу, стали очень популярными; всего мюзикл включает 11 музыкальных номеров: «Something’s Coming», «Maria», «America», «Somewhere», «Tonight», «Jet Song», «I Feel Pretty», «A Boy Like That», «One Hand, One Heart», «Gee, Officer Krupke» и «Cool».
Оригинальная бродвейская постановка 1957 года (режиссёр и хореограф Джером Роббинс, продюсеры Роберт Гриффит и Гарольд Принс) стала дебютом Стивена Сондхайма (в качестве автора слов к песням) на Бродвее. Премьера состоялась 26 сентября на сцене театра «Winter Garden». Мюзикл был показан 732 раза, прежде чем отправиться в мировое турне. Мюзикл получил премию «Тони» 1957 года в двух номинациях, но уступил постановке «The Music Man» в номинации «лучший мюзикл». Постановка также удостоилась театральной премии Theatre World Award. Наградами был отмечен и одноимённый фильм 1961 года, снятый по сценарию мюзикла — он был удостоен 10 премий «Оскар» (всего номинаций было 11). Мюзикл часто ставится в учебных заведениях, региональных театрах и даже оперных театрах мирового масштаба.
Первая постановка мюзикла в России состоялась в 1965 году на сцене Московского театра оперетты.